# شيفروليه إبيكا

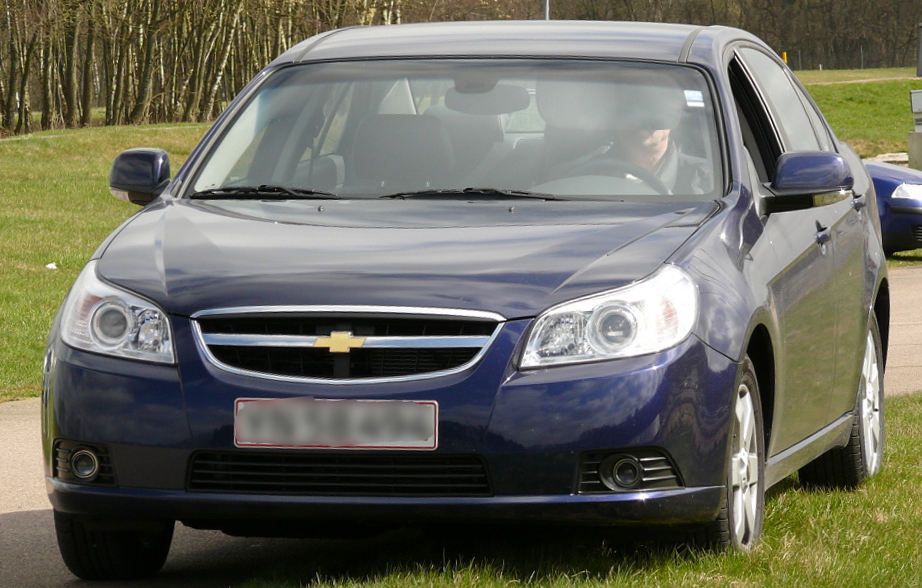
شيفروليه التي انتجت في العام 2007م 2011

شيفروليه إبيكا بالإنجليزية (EPICA) هي سيارة تنتجها شركة شيفروليه التابعة لشركتها الأم جنرال موتورز الأمريكية، حيث أن شيفروليه ابيكا تصنع في عدة مصانع وشركات تابعة للشركة الأم بدول مختلفة وتنتج بأسماء مختلفة منها هولدنإبيكا و دايو توسكا ويأتي هذا التنويع في الماركات من قِبل جنرال موتورز بهدف وضع العلامة التجارية التي يثق بها المستهلك في بلده ففي دول الخليج والشرق الأوسط يثقون في علامة شيفروليه وفي كوريا الجنوبية يثقون في علامة دايو أكثر من شيفروليه أو هولدن وفي أستراليا وبعض دول أوروبا يفضل المستهلك علامة هولدن الشهيرة هناك إلى جانب شيفروليه [بحاجة لمصدر].
هناك حجمين للمحرك 2000 و 2500 وكلا المحركين بست اسطوانات.
سيارة رائعه للعائلة رحبة من الداخل وذات شكل هجومي من الخارج كعادة السيارات الأمريكية الأخرى رغم أنها لا تنتج داخل أمريكا.

## معرض صور

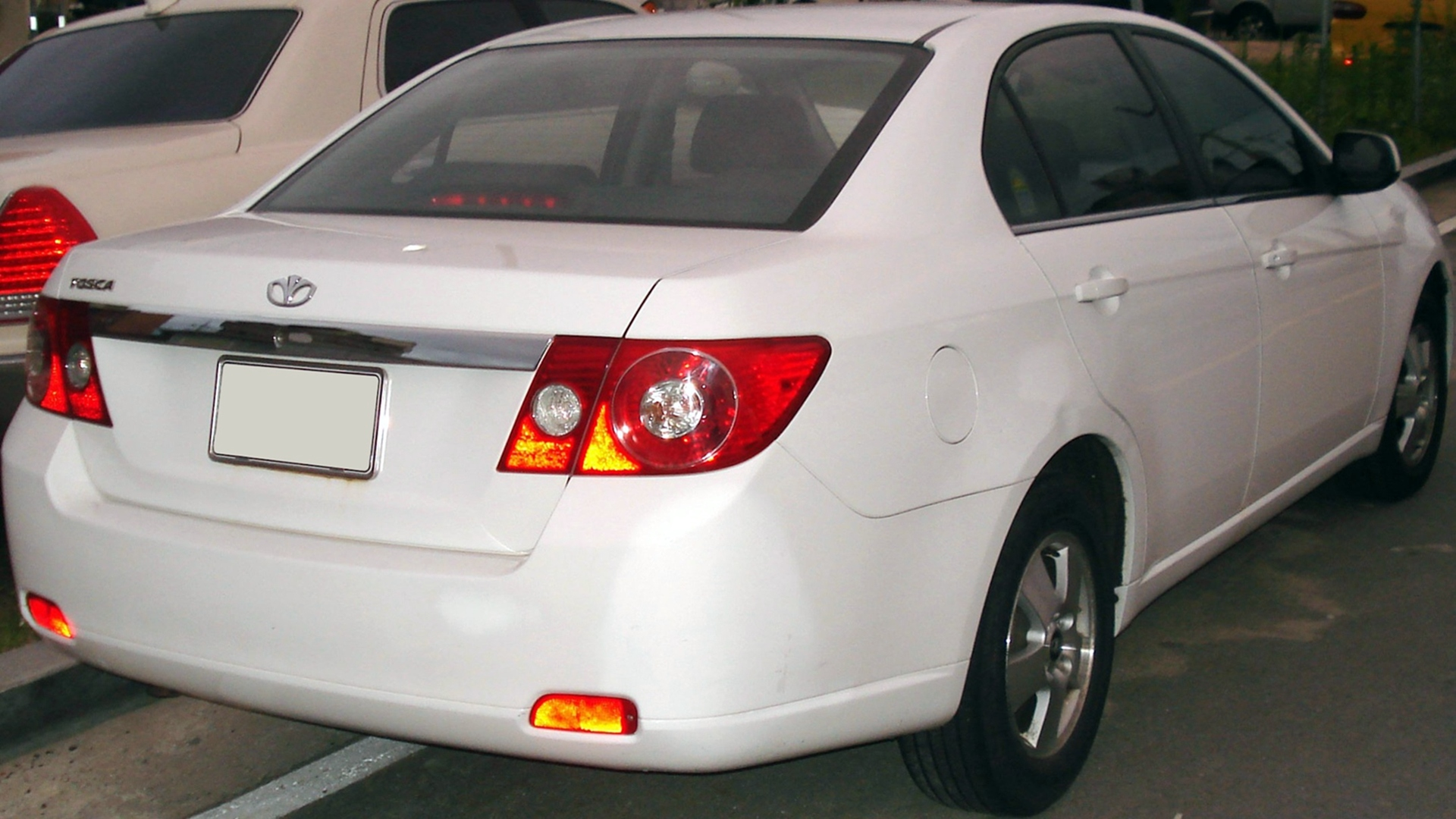
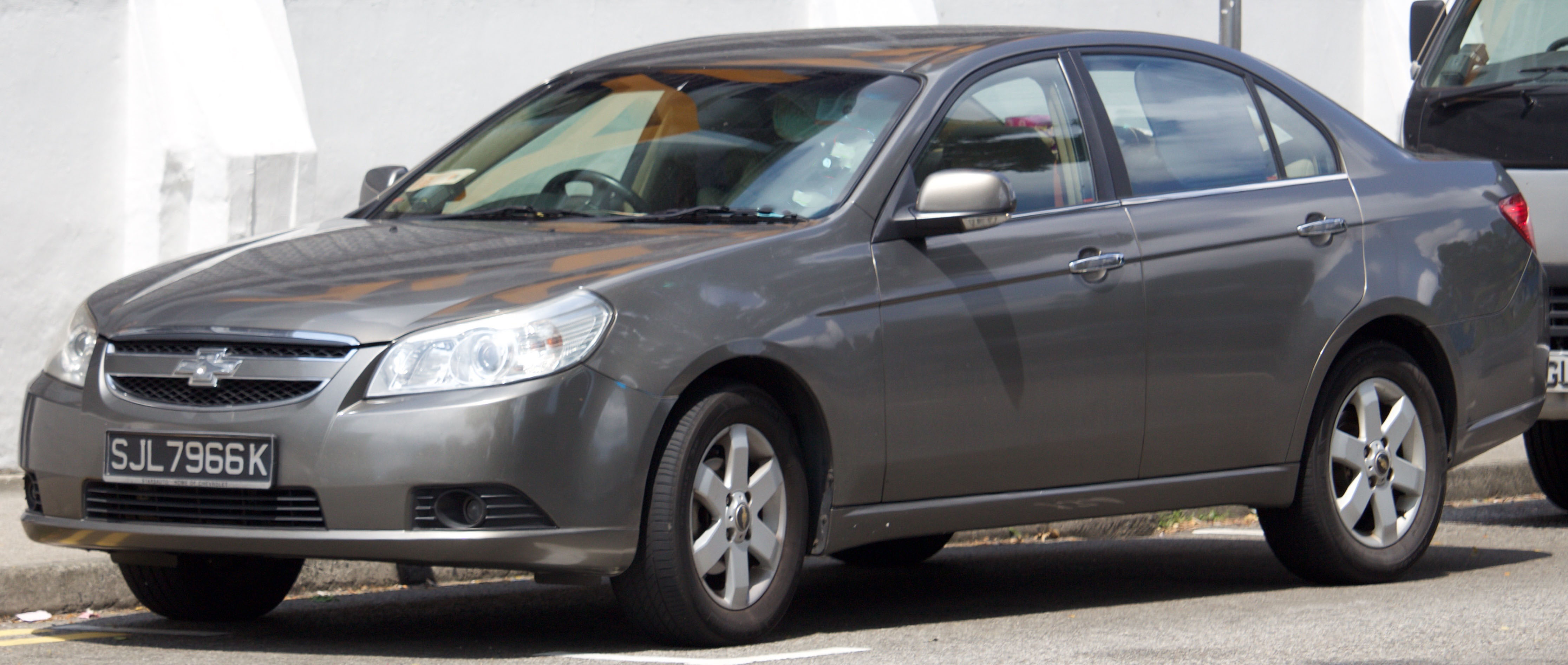
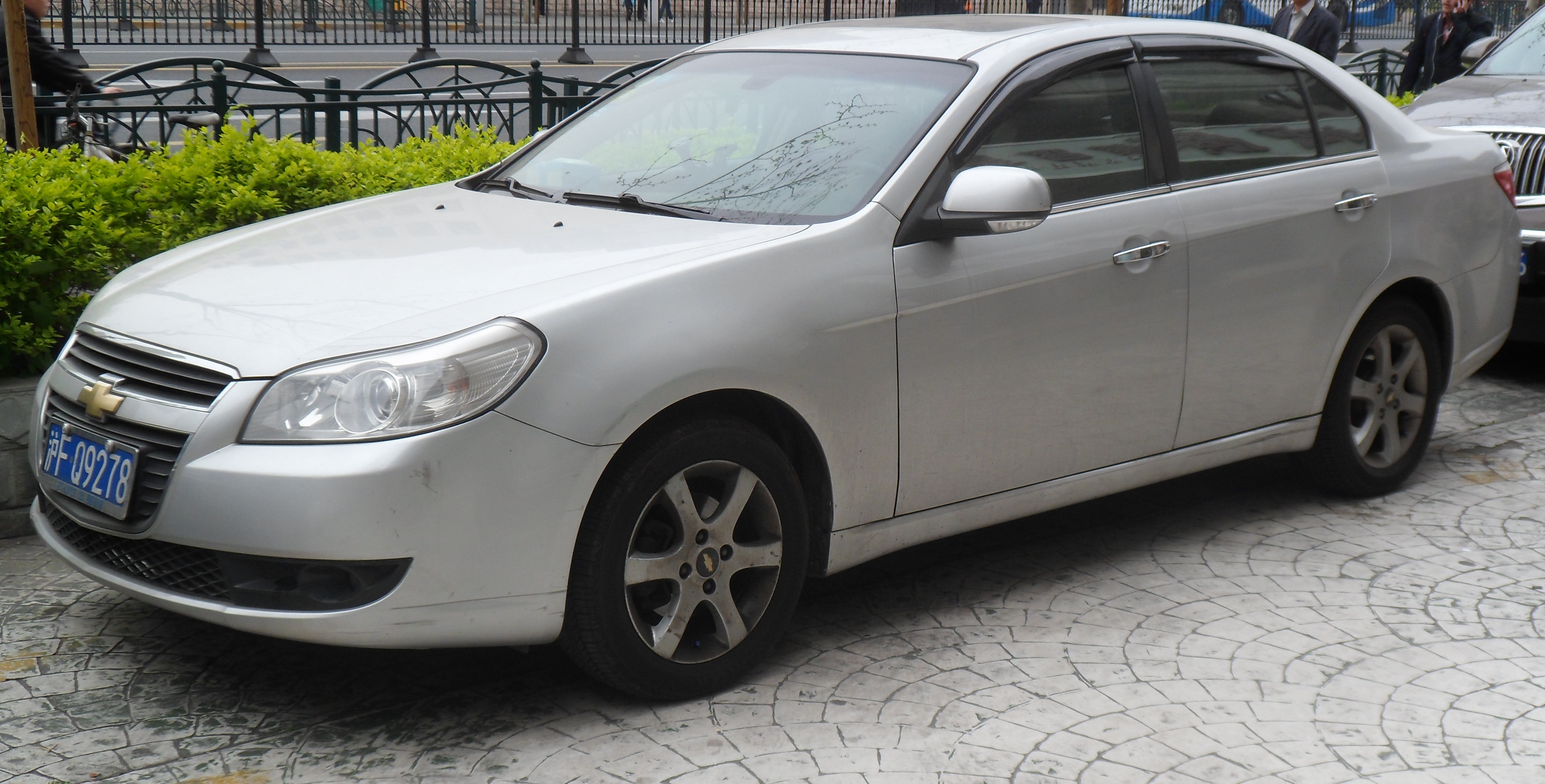
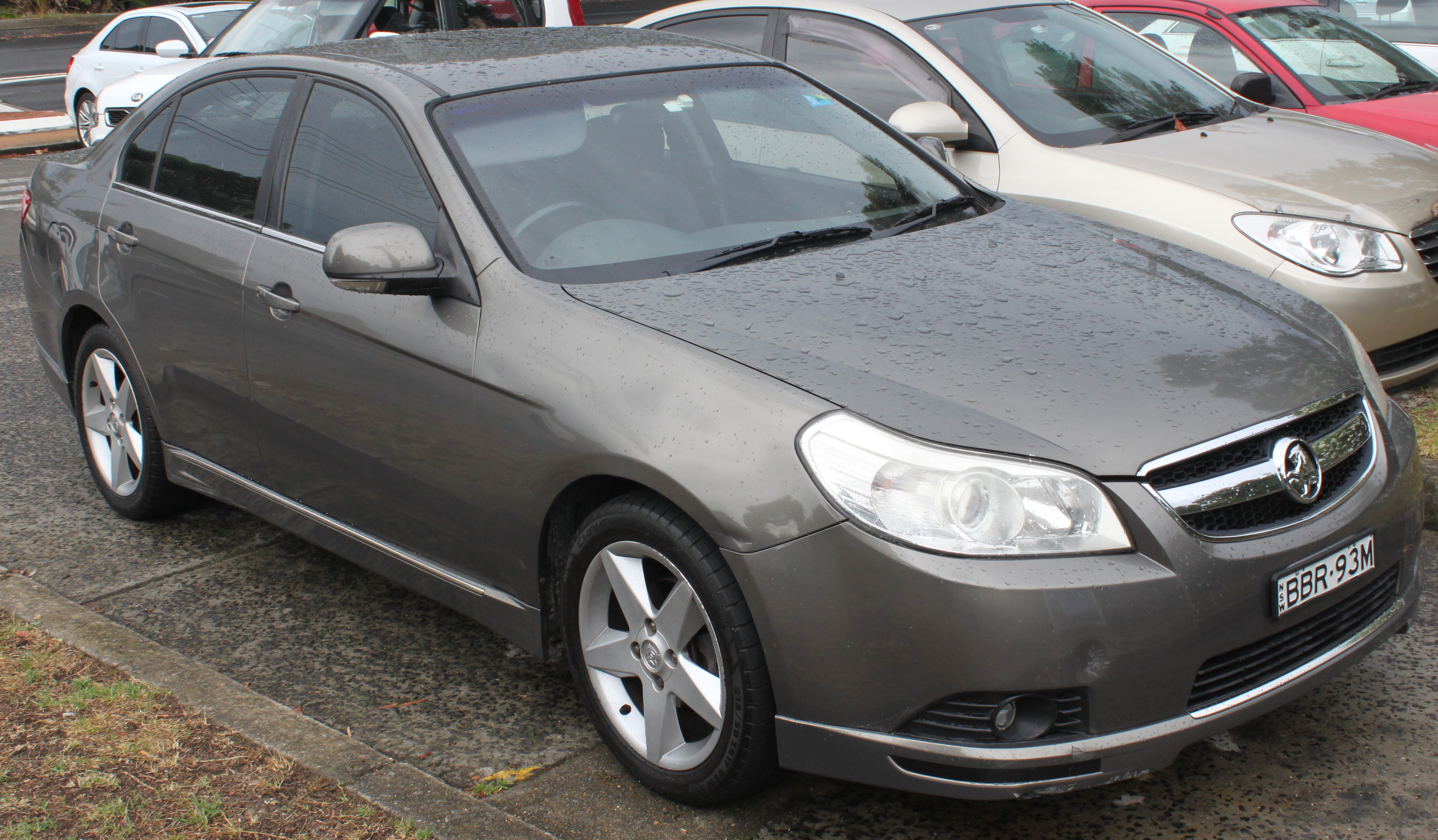